# Weaver (Unternehmen)
Weaver ist ein US-amerikanischer Hersteller sowie eine Marke für Zielfernrohre und Zielfernrohrmontagen. Neben verschiedenen Innovationen im Bereich der Zielfernrohre ist das Unternehmen für die sogenannte „Weaver-Schiene“ – eine Schienen-Zubehörmontage – bekannt. Es bildete die Grundlage für die Picatinny-Schiene (STANAG 2324) und später der NATO-Schiene (STANAG 4694).
William Ralph Weaver (1905–1975) gründete das Unternehmen 1930 in einer kleinen Werkstatt in Newport. Davor stellte er Kraftfahrzeugkennzeichen auf selbst gebauten Maschinen her. Die damals erhältlichen, in der Regel aus Deutschland importierten, Zielfernrohre waren relativ teuer; Weaver konnte den Preis mit seinen Zielfernrohren deutlich unterbieten. 1933 zog das kleine Unternehmen nach El Paso in größere Räumlichkeiten um.

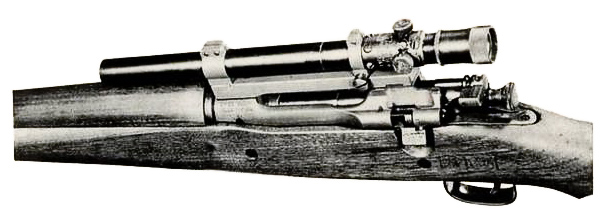
Weaver 330C bzw. M73B1 auf Springfield M1903A4

Das Unternehmen wuchs stetig und in den 1940ern war Weaver, beflügelt durch Aufträge für die US-Streitkräfte während des Zweiten Weltkriegs, der weltweit größte Hersteller von Zielfernrohren. Während des Krieges produzierte Weaver 36.000 Zielfernrohre des Typs 330C, unter der  militärischen Bezeichnung M73B1, für das Scharfschützengewehr Springfield M1903A4. Im Gegensatz zu anderen Unternehmen gelang es Weaver nach Ende des Krieges relativ gut sich wieder dem zivilen Markt zuzuwenden. 1964 zog das Unternehmen nochmals in neu gebaute vergrößerte Räumlichkeiten um; mit 600 Mitarbeitern erreichte Weaver Ende der 1960er-Jahre seinen Höhepunkt. W. R. Weaver übernahm sich jedoch mit seinem auf Innovation und Wachstum ausgerichteten Kurs und musste sein Unternehmen an die Olin Corporation verkaufen. Zunehmende Konkurrenz aus dem In- und Ausland machte Weaver zu schaffen und im Jahre 1984 wurde die Produktion schließlich eingestellt. Omark Industries übernahm die Produktion der Montagen in Onalaska und verkaufte ab 1988 unter der Marke Weaver importierte Zielfernrohre. Weaver wurde 2001 von Alliant Techsystems gekauft und aufgeteilt; Alliant Techsystems verkaufte die optische Sparte 2002 an Meade Instruments Corporation und behielt aber die Montierungen. 2008 kaufte Alliant Techsystems Weaver Optics wieder zurück und vereinigte diese wieder mit dem Unternehmen für Montierungen. Weaver Optics gehört heute zu Vista Outdoor.